# Scantraxx Recordz
Scantraxx Recordz – wytwórnia założona przez Dov-a Elkabas-a, który tworzy muzykę głównie pod pseudonimem The Prophet. Zajmuje się głównie wydawaniem utworów z gatunku hardstyle na terenie Europy.

## Pododdziały wytwórni Scatraxx
- Scantraxx
- A² Records
- Scantraxx Evolutionz
- Scantraxx Italy
- Scantraxx Reloaded
- Scantraxx Silver
- Scantraxx Specials
- Scantraxx Digital Albums
- Scantraxx Albums
- Scantraxx Digital Samplers
- Scantraxx BLACK
- ScantraXXL
- Squaretraxx
- Gold Records
- M!D!FY

## Obecni Producenci/DJ-owie[1]
- Adrenalize
- D-Block & S-Te-Fan
- Devin Wild
- The Prophet
- Deetox
- Demi Kanon
- Kronos
- KELTEK
- DJ Isaac

## Wybrani byli Producenci/DJ-owie
- A-Lusion
- Bioweapon
- Davide Sonar
- Frontliner
- Headhunterz
- JDX
- Wasted Penguinz
- Technoboy
- Wildstylez
- Adaro
- Artic
- Atmozfears
- Audiotricz
- Bass Modulators
- Digital Punk
- E-Force
- Gunz For Hire
- MC Da Syndrome
- Ran-D
- Scope DJ
- Shockerz
- The Anarchist
- Waverider
- Arkaine

## Dyskografia[2]

### Scantraxx
| 2002 - Taq 9 – Slavez - Herculez – On Dope – Barbarilla - Hardheadz – Wreck Thiz Place - Dopeman – Hardbazz Powah! 2003 - DJ Duro – Just Begun - Hardheadz – Showtime! / In Yer Phaze - The Prophet – Hardstyle Baby - DJ Dana & The Prophet – Scratched - A-Lusion – Re-Count - Hardheadz – Wreck The Rmx - VA – Scantraxx Volume One 2004 - DJ Duro – Cocaine MF / Mama Mia / Just Begun (Duro'z Remake) - Charger – Existence - The Prophet vs. SMF – Another Track - DJ Duro & The Prophet – Shizzle My Dizzle - Headliner – B.O.D.Y.P.U.M.P. 2005 - The Prophet & DJ Duro – Shizzle The Rmx - D. Sonar & J.DJ – Disco Hypno / Y.R.M.L. - DJ Duro – Cocaine Motherf**ker The Rmxz - Blademasterz – Masterblade - Seizure – Fear Of Dancing - Waveliner vs. Rude – The Anthem - Supaboyz – Master Flat - A-Lusion – Talk Iz Tomorrow 2006 - A-Lusion – Perfect It - The Prophet vs. Deepack – Stampuhh!! - The Prophet – F**king Pornstar / Cocain Bizznizz - JDX – Kick It In Ur Face - A-Lusion – Drummer Beat / Re-Vera | 2007 - JDX – In Da Baze - The Prophet vs. Deepack – Remixx3d 001 - Black Identity – Blckr Thn Blck (The Official Sensation Black Anthem 2007) - Wildstylez – Clubbin' / K.Y.H.U. 2008 - A-Lusion – Voodoo / Guidelinez - Wildstylez – Revenge / Truth - A-Lusion Presentz Sylenth & Glitch – The Remixez - The Prophet – Chubby / Fuck-R - Wildstylez / The Masochist – Pleasure / LDMF (Wildstylez Rmx) - Frontliner – Tuuduu / Rock That Thing - SMD – Just Like You 2009 - Frontliner vs. Marc Acardipane – Outside World 2009 - The Prophet – Recession / Morphed - Wildstylez – Push That Feeling / K.Y.H.U. (Noisecontrollers RMX) - Frontliner – Sunblast / Expressionz - Proppy & Heady – Summer Of Hardstyle - Frontliner – The First Cut / Greenhouse 2010 - JDX – Live The Moment / Wan Taim - Krusaders – Supernatural - Headhunterz – Studio Sessions (Album) - Brennan Heart – Midifilez (DJ Tools Only) (Album) - A-Lusion & Scope DJ present Second Identity – The Album |

### A² Records
| 2008 - Alpha² – Nowhere To Hide - 2-Sidez A.K.A. B-Front & Pulse – Freakin / F**k It - B-Front – Evil - Ran-D – River Of Sound - Alpha² – Fragments - Ran-D vs. Adaro – My Name Is Hardstyle | 2009 - Ran-D vs. Adaro – My Name Is Hardstyle - 2-Sidez a.k.a B-Front & Pulse – Listen - Alpha² – Unleashed - Ran-D vs Alpha² – Say Yeah - Ran-D – Living For The Moment / Inner Child 2010 - Beat Providers – Intensive Care - Alpha² & Wildstylez – Atrocious - Ran-D & Adaro – Under Attack / Struggle For Existence |

### M!D!FY
| 2006 - Unknown Analoq – Blackout - The Prophet And Brennan Heart – Payback - Brennan Heart – Rev!val X - Brennan Heart – Evolut!on Of Style 2007 - Brennan Heart – Rush The Rmx - Brennan Heart AKA Blademasterz – One Blade 2008 - Brennan Heart – Faith In Your DJ - A-Lusion – Veritas - Brennan Heart – Memento / Remember, Remember... - Brennan Heart Ft Shanokee – Home / Homeless - Brennan Heart Meets Clive King – Fearless / Wooloomooloo | 2009 - Brennan Heart – Musical Impressions Album Sampler 001 - Brennan Heart – City Of Intensity (Decibel Anthem 2009) - Brennan Heart – Musical Impressions Album Sampler 002 - Brennan Heart – Musical Impressions Album Sampler 003 2010 - Brennan Heart – Revelations (Reverze 2010 Anthem) - Brennan Heart – Musical Impressions Album Sampler 004 - Brennan Heart – Midifilez Sampler 001 - Brennan Heart – Midifilez Sampler 002 |

### Paint It Black
2007
- Paul T – Can I Get Some
- Outsiders – Origination
- Outsiders – Maneater
- DJ Syro – Shocked Phuture

### Scantraxx Evolutionz
| 2008 - D-Block & S-te-Fan Ft. MC Villain – Evolutionz / Part Of The Hard - D-Block & S-te-Fan – Ride With Uz / Stronger - D-Block & S-te-Fan – Kingdom / Total Eclipz 2009 - D-Block & S-te-Fan – Music Made Addict / Shallow Planet - Deepack vs D-Block & S-te-Fan – Rock Diz / In Other Wordz - D-Block & S-te-Fan – Music Made Addictz – Album Sampler 001 - D-Block & S-te-Fan – Music Made Addictz – Album Sampler 002 - D-Block & S-te-Fan – Music Made Addictz – Album Sampler 003 - D-Block & S-te-Fan Music Made Addictz – Album Sampler 004 | 2010 - D-Block & S-te-Fan – Together / Alone - D-Block & S-te-Fan – Anger / Revelation |

### Scantraxx Italy
| 2007 - Davide Sonar – Reactor / Beatz 4 U 2008 - Davide Sonar – Sarabande / Here We Go Again - Davide Sonar – All Of Me / Misunderstanding? - Davide Sonar & MBG – The Message 2009 - Davide Sonar – Natural / Dedication - Davide Sonar – Believe / Direct Line |

### Scantraxx Reloaded
| 2006 - Headhunterz – Victim Of My Rage - Headhunterz vs Abject – Scantraxx Rootz 2007 - Headhunterz – Rock Civilization - Wildstylez – Life'z A Bitch - Headhunterz – Forever Az One - The Prophet Feat. Headhunterz – High Rollerz / Scar Ur Face 2008 - Project One – Life Beyond Earth / The Zero Hour - Project One – The Art Of Creation / Numbers - Project One – The World Is Yours / Halfway There - Project One – Fantasy Or Reality / It's A Sin - Project One – Best Of Both Worlds / Rate Reducer - Project One – The Story Unfolds / Raiders Of The Sun - Headhunterz – Subsonic - Headhunterz vs Wildstylez – Blame It On The Music / Project 1 - Headhunterz – Just Say My Name | 2009 - Wildstylez – Muzic Or Noize - Headhunterz – The Fear Of Darkness - Project One – Rmxz_001 - Headhunterz & Wildstylez vs. Noisecontrollers – Tonight - Headhunterz – Megasound - Gostosa – What's Goin On - Headhunterz – The Remix EP 2010 - Headhunterz – Psychedelic - Gostosa – Sutra - Wildstylez – In & Out |

### Scantraxx Silver
| 2008 - The Prophet Feat Wildstylez – Cold Rockking / Alive! - Frontliner – Self Deprication / Muzyk 2009 - Frontliner – Time / Rollin' - A-Lusion Meets Scope DJ – Between Worlds / Reaching Out - Wildstylez – The Phantom Beat / Single Sound - Bioweapon – Move Your Body / In Sound - Scope DJ – Surreality / The Portal - A-Lusion – Visual Perception / Too Close / No Regrets / Blue Fairy | 2010 - The Prophet – My Religion / Don't Touch Me / Black Stripez - Bioweapon – All About Music / Final Transmission / How Else Can I Say It - Scope DJ – Househeads / Mashed Up Vol. 1 - Second Identity – Identify / Amplified - Frontliner – Who I Am / Toxxxic - Bioweapon – Maximizer / Raw / Expander - Wasted Penguinz – Anxiety / I'm Free - Bioweapon & Toneshifterz – Beat Conductor / Worlds Collide / Futurenoize - Krusaders – Be My Guest / Destructive Acts - The Prophet – Elites / My Worship |

### Scantraxx Specials
| 2003 - 3 Steps Ahead – Drop It (Prophet'z Hardstyle Remix) 2004 - Sampleboxxx – Firestarter / Born Slippy - Unknown Artist – Blow The Sushi - Brennan & Heart – The Worxx Part I - Brennan & Heart – The Worxx Part II - A-Lusion – Re-Bel 2005 - Punk Brozz / Scooperz – Scantraxx Allstarz Volume 1 - Max B. Grant – No Good 2005 - DJ Duro – Psycho - Headliner – Speaka 2006 - Headhunterz – Aiming For Ur Brain - Headhunterz – The Sacrifice - The Prophet – Dipswitch / OG Pimp 2007 - JDX – Goddamn Bitch - A-Lusion – Be Yourself / Freeek It Up - A-Lusion – The 4 Elementz / Talk Iz The Rmx | 2008 - Headhunterz – Last Of The Mohicanz / Reloaded Part 2 - Clive King – Pure Cocaine / The Prophecy - Frontliner – Spacer / Warphole - Sylenth & Glitch – Music In You / Detonation - Scope DJ – Final Destination 2009 - MBG – My Way - Scope DJ – My Vision - Max B. Grant – Handle This - Clive King – Confuzion.09 - Frontliner & Wildstylez – Spin That Shit 2010 - Frontliner & B-Front – Godz Powerrr! - Various – Sampler - SMD – All For The Thrill (NC Re-fix) |

### ScantraXXL
| 2005 - The Masochist – Kill The Rmx / LDMF - Marc Acardipane vs. The Prophet – Stereo Killa 2006 - The Prophet – Big Boys Don't Cry / Allright Now Here We Go!!! 2007 - Dirk-Jan DJ – Pak Een Punt 2008 - The Masochist – Public Enemy #1 / Timebomb |

### Squaretraxx
| 2009 - Ruthless – Gers - Ruthless & Vorwerk vs. Manu Kenton – Pump The Bass - Frontliner & Ruthless – One Bananaz |